# Виллафранка-Падована
Виллафранка-Падована (итал. Villafranca Padovana) — коммуна в Италии, располагается в провинции Падуя области Венеция.
Население составляет 7951 человек, плотность населения составляет 346 чел./км². Занимает площадь 23 км². Почтовый индекс — 35010. Телефонный код — 049.
Покровительницей коммуны почитается святая Цецилия Римская, празднование 13 июня.